# Magere Brug
El Magere Brug és un pont llevadís de biga doble al centre d'Amsterdam (Països Baixos) a sobre del riu Amstel.
El pont connecta els embarcadors de l'Amstel a l'altura del Kerkstraat/Nieuwe Kerkstraat, entre el Keizersgracht/Nieuwe Keizergracht i el Prinsengracht/Nieuwe Prinsengracht. Des del 2002 és un monument nacional. Anualment s'hi celebra un concert el Dia de l'Alliberament (5 de maig) en presència de Beatriu I dels Països Baixos i el rei Guillem Alexandre dels Països Baixos. El pont també ha aparegut en moltes pel·lícules, com Diamants per a l'eternitat de James Bond.

## Nom
Quan Amsterdam va conèixer un molt bon període durant l'Edat d'Or neerlandesa, es va planificar un pont ample monumental de pedra per a la quarta expansió de la ciutat del 1663. L'any 1672, també conegut als Països Baixos com a «Rampjaar» ('Any desastre'). va provocar un contratemps econòmic i el pont ja no va ser necessari, perquè l'altra riba del riu Amstel encara no tenia urbanització. Al final del segle xvii, es va decidir finalment de construir el pont, però molt més barat (de fusta en lloc de pedra) i estret (mager). El nom Magere Brug ve d'aquest fet.